# Султангарєєва Розалія Асфандіярівна
Розалія Асфандіярівна Султангарєєва (башк. Розалиә Әсфәндиәр ҡыҙы Солтангәрәева, нар. 28 березня 1955, с. Новосепяшево Альшеєвського району Башкирської АРСР) — виконавиця народних пісень і кубаїрів власного виробництва, доктор філологічних наук, заслужений працівник культури Башкирської АРСР (1989). Дипломант 12 Всесвітнього фестивалю молоді та студентів у Москві (1985), лауреат Міжнародного конкурсу акинів і сесенів в Алма-Аті (1996), Всеросійського конкурсу виконавців народної пісні в Смоленську (1991), республіканського конкурсу виконавців народної пісні на приз ім. Р. Альмухаметова (1984), лауреат літературної премії ім. Акмулли (1991), нагороджена орденом Салавата Юлаєва. Голова Товариства башкирських жінок Республіки Башкортостан (з 2011 року).

## Біографія
Султангарєєва Розалія Асфандіярівна народилася 28 березня 1955 року в с. Новосепяшево Альшеєвського району Башкирської АРСР.
У 1978 році закінчила філологічний факультет Башкирського державного педагогічного інституту. У 1988 році захистила кандидатську дисертацію, у 2002 році — докторську на тему: «Сімейно-побутовий обрядовий фольклор башкирського народу».
З 1991 року працювала старшим науковим співробітником Інституту історії, мови і літератури Уфимського наукового центру РАН, де займалась вивченням башкирських обрядів, обрядового фольклору.
Разом з А. Сулеймановим підготувала до видання 1-й том 2-го видання «Башкирська народна творчість» («Башҡорт халыҡ ижады», 1995).

## Праці
Султангарєєва Розалія Асфандіярівна — автор близько 200 наукових праць з обрядами хореографічного магічного шаманістського фольклору.
Розалія Султангарєєва виконує твори усно-поетичної народної творчості народу, складає і імпровізує кубаиры, присвячені пам'яті діячів башкирської культури: М. Акмуллы, А. З. Валідова, З. Біїшевой, В. Дильмухаметова, Р. Гаріпова, теми історії минулого Башкортостану, одические вірші та поеми в народному стилі.

## Нагороди та звання
- Заслужений працівник культури Башкирської АРСР (1989)
- Дипломант 12 Всесвітнього фестивалю молоді та студентів у Москві (1985)
- Лауреат Міжнародного конкурсу акинів і сесенів в Алма-Аті (1996)
- Лауреат Всеросійського конкурсу виконавців народної пісні в Смоленську (1991)
- Лауреат республіканського конкурсу виконавців народної пісні на приз ім. Г. Альмухаметова (1984)
- Літературна премія ім. Акмулли (1991)
- Кавалер ордена Салавата Юлаєва

## Твори
- «Башкирська весільно-обрядовий фольклор» («Башҡорт халыҡ ижады») Т. 1. Уфа, 1995.
- Башҡорт халыҡ ижады. Йола фольклоры. — Төҙ., інеш һүҙ, аңл. авт-ри Е. Сөләймәнов, Р. Солтангәрәева. — Өфө, 1995. — 475-се біт.